# Mario Lavanderos
Mario Luis Iván Lavanderos Lataste fue un Mayor del Ejército de Chile, que luego del Golpe Militar cumplió labores en el centro de detención del Estadio Nacional. Le otorgó la libertad a un grupo de extranjeros detenidos. Esta acción tuvo consecuencias, el 18 de octubre de 1973 fue ejecutado por otro militar en la Academia de Guerra del Ejército, tenía 37 años.

## Asignado al Estadio Nacional
El 18 de octubre de 1973 fue asesinado el mayor de ejército del arma de infantería Mario Lavanderos en el casino de oficiales de la Academia de Guerra del ejército. Mario Lavanderos era hijo de Idilio Lavanderos Villarroel, profesor de esgrima de la Escuela Militar Bernardo O”Higgins y Olga Lataste Collin empleada del Registro Civil. Iván estudió en el Instituto San José -posteriormente Colegio La Salle - de Temuco. Posteriormente, siguió sus estudios en la Escuela Militar hasta su graduación de oficial de ejército con el grado de subteniente el 10 de enero de 1954. Siguió profundizando sus estudios militares en la Academia de Guerra del ejército ingresando a ella el año 1971. Después de realizado el golpe de Estado fue destinado a servir alrededor del 12 de octubre de 1973 como encargado de la sección extranjería del campo de prisioneros políticos que se estableció en el Estadio Nacional  Elaboró una lista de ciudadanos uruguayos presos en el Estadio que luego entregó al entonces embajador de Suecia Harald Edelstam. El día 17 de octubre de 1973 el mayor Lavanderos, al término de sus labores en la oficina de extranjería se dirigió al casino de la Academia de Guerra en donde se encontraban alojados muchos oficiales que cumplían labores administrativas. Lavanderos estaba en compañía del comandante David Reyes. Según lo declarado por el asistente mozo, luego de escuchar un disparo vio al comandante David Reyes tratando de colocarle una pistola en la mano de Lavanderos que yacía de bruces sobre la mesa.

## Proceso judicial en dictadura
La Fiscalía Militar evidenció que la muerte del Mayor Mario Lavanderos se produjo no por el arma suya (un revolver) que permanecía en su cinto. Sino por el arma del comandante David Reyes, una pistola Browning calibre 9 milímetros. No había restos de pólvora en sus manos ni tampoco en la manga de su blusa militar, y tampoco de alguna huella dactilar suya en la pistola, sólo las del comandante David Reyes. Según David Reyes el Mayor Mario Lavanderos se habría levantado de su silla y habría defundado su arma, para después empuñar el arma con ambas manos para enseguida dispararla. Estas pruebas bastarían para detener preventivamente y enjuiciar al comandante David Reyes como autor del disparo. Sin embargo, nada de eso ocurrió.

## Informe de la Corporación de Reparación y Reconciliación
Familiares de Mario Lavanderos presentaron su caso ante la Corporación de Reparación y Reconciliación, institución que tuvo la misión de calificar, luego del Informe Rettig, casos de detenidos desaparecidos y ejecutados durante la dictadura. Sobre el caso de Mario Lavanderos, el informe señaló que:

“ LAVANDEROS LATASTE, MARIO LUIS IVAN: 37 años, soltero, Mayor de Ejército, muerto el 18 de octubre de 1973 en Santiago.

Mario Luis Iván Lavanderos Lataste murió ese día a las 3:15 horas, en el Hospital Militar, por herida de bala facio craneana, como acredita el Certificado Médico de Defunción otorgado por el Instituto Médico Legal. El Protocolo de Autopsia, concluyó que "el disparo fue hecho con el cañón apoyado sobre el lado izquierdo del labio superior, con una trayectoria que va hacia atrás y arriba, con ligera desviación de izquierda a derecha".
De acuerdo con antecedentes del proceso que se inició por su muerte en la Justicia Militar, y antecedentes reunidos en la Investigación Sumaria Administrativa del Ejército, Mario Lavanderos murió por el disparo de un arma de fuego que pertenecía a otro oficial de alta graduación, mientras ambos se encontraban al interior del Casino de Oficiales de la Academia de Guerra. 
En la resolución Nº1640/24, con la que se concluye la investigación administrativa, se dice que "el deceso del Mayor Lavanderos no ocurrió en un acto determinado del servicio, sino que se debió presumiblemente a un accidente cuyas causas no han sido posible determinar en forma fehaciente, por carencia de testigos". Por su parte el dictamen del Fiscal instructor, en la causa rol 500/73, de fecha 29 de diciembre de 1975, concluye que "no se trata (ba) de un suicidio".
No obstante ello, ambas investigaciones fueron finalmente sobreseidas y archivadas, sin establecer responsabilidades en los hechos. Tampoco, pese a los esfuerzos de la familia, se les permitió acceso a los antecedentes reunidos en las investigaciones. 
La Corporación tuvo acceso a algunos de estos antecedentes.  De éstos se desprende que el Fiscal instructor de la causa judicial advierte en su dictamen que la explicación de los hechos, entregada por el oficial que se encontraba con el Mayor Lavanderos cuando ocurrió el disparo, no resultaron verosímiles y que éste, durante el interrogatorio, "adoptó una actitud altamente sospechosa"; los peritajes judiciales establecieron que el arma, de propiedad de este oficial, había sido limpiada después del disparo; y que las pruebas de parafina demostraban que en las manos del Mayor Lavanderos no había rastros de pólvora, prueba que no se le realizó a este oficial. Por su parte, en las declaraciones de los militares que llegaron al casino después del disparo se asegura que el señalado oficial pretendió evitar que el personal de la Guardia diera cuenta del suceso, a tal punto que uno de ellos debió encañonarlo con su arma de servicio, para que los dejara informar del hecho a sus superiores. 
Cinco días antes de su fallecimiento, el Mayor Lavanderos había sido designado para dirigir la Sección Extranjería del Recinto de Detenidos del Estadio Nacional.  En esa calidad, el 16 de octubre, había firmado un documento por el cual otorgaba la libertad a 54 detenidos de nacionalidad uruguaya que se encontraban en ese campo de prisioneros, los que fueron entregados al Embajador de Suecia. La intervención del Mayor Lavanderos en la liberación de estas personas ha sido consignado en distintos medios de prensa y libros, y corroborado por familiares del diplomático indicado.
En marzo de 1993, esta Corporación ofició a la Subsecretaría de Guerra, solicitando información relativa a la víctima.  En oficio respuesta de junio de 1993, la Subsecretaría requerida señaló no haber recibido la información correspondiente del Comandante en Jefe del Ejército.

Considerando los antecedentes reunidos y la investigación realizada por esta Corporación, el Consejo Superior declaró a Mario Luis Iván Lavanderos Lataste víctima de violación de derechos humanos cometida por agentes del Estado”.

## Proceso judicial en democracia
El caso de la ejecución del mayor Mario Lavanderos fue investigado por ministro de la Corte de Apelaciones de Santiago, Mario Carroza, el 9 de octubre de 2014 dictó sentencia de primera instancia. El magistrado condenó a  
En la causa, el magistrado condenó al coronel en retiro del Ejército David Reyes Farías a la pena de 3 años y un día de prisión por su responsabilidad en el homicidio, con el beneficio de la libertad vigilada.
De acuerdo a los antecedentes de la causa: 
"Con posterioridad al 11 de septiembre de 1973, el teniente coronel David Reyes Farías, profesor de Inteligencia de la Academia de Guerra del Ejército, empezó a cumplir labores para el Comandante en Jefe del Ejército, en una oficina en el Ministerio de Defensa, pernoctando en la Academia, donde en ocasiones efectuó interrogatorios a oficiales alumnos de dicha unidad militar, entre ellos al mayor Mario Lavanderos Lastete, respecto al grado de afinidad con el gobierno de Salvador Allende y los partidos políticos que apoyaban a este (…)".
El 16 de octubre de 1973, al mayor Lavanderos, en calidad de encargado de la Sección Extranjería del Campo de Prisioneros del Estadio Nacional, "le correspondió tomar la medida de entregar a 55 ciudadanos uruguayos y 13 bolivianos detenidos en dicho recinto, al Embajador de Suecia, para que se les transportaran como refugiados a ese país; al día siguiente, en horas de la noche, el mayor llega a la Academia de Guerra de Ejército, lugar donde habitaba, y se dirige al casino de oficiales, donde se encuentra con el teniente coronel David Reyes Farías, con quien se queda conversando hasta la madrugada del día siguiente, oportunidad en que ya se habían retirado todos los oficiales y solamente quedaba el asistente de mozo, quien fue el último en retirarse, no sin antes darse cuenta de que los oficiales mantenían una discusión. Pasados unos minutos y encontrándose a solas ambos oficiales, Reyes Farías procede con su arma de servicio a dispararle un tiro a Mario Lavanderos".
El 11 de febrero de 2015 la Corte de Apelaciones de Santiago dictó  sentencia de segunda instancia en la investigación por el homicidio calificado del oficial de Ejército Mario Lavanderos en fallo unánime la Cuarta Sala del tribunal de alzada condenaron al coronel de Ejército en retiro David Reyes Farías a la pena de 5 años de prisión por su responsabilidad en el homicidio calificado de la víctima que a la fecha de los hechos ejercía el cargo de mayor de Ejército. La sentencia eleva la pena de 3 años y un día de prisión que había determinado el ministro de primera instancia, Mario Carroza,  pero mantiene el beneficio de la libertad vigilada intensiva que había concedido el magistrado.
"Que  la calificación penal del hecho debe ser corregida, desde que no aparecen del proceso indicios que den cuenta de la existencia de un ánimo alevoso por parte del procesado, pues nada conduce a concluir que hubiese  buscado la indefensión de la víctima para consumar el homicidio, ni que lo  haya traicionado ni escondido para ocultar su propia persona; conductas expresadas que constituyen la calificante (y agravante) de homicidio. Por el contrario, lo que aparece de los medios de prueba allegados a la causa es que  quien se hallaba en estado disminuido era precisamente el procesado quien se encontraba en estado de ebriedad  al momento de dar muerte a la víctima, pues había estado bebiendo alcohol desde horas antes y continuó haciéndolo cuando llegó a su mesa el oficial Lavanderos, quien por su parte no consumió bebidas alcohólicas, siendo improbable que en tales circunstancias haya tenido la lucidez  mental y sangre fría para obrar  a traición; la  impresión que a esta Corte provoca  la conducta del autor es que correspondió a una reacción iracunda, a un arranque de ira motivado por la intervención de la víctima en la  liberación de más de 30 prisioneros políticos extranjeros. Lo expresado hace concluir la inexistencia tanto de la calificante como de la agravante de alevosía, y en consecuencia, el delito cometido debe calificarse como homicidio simple, previsto y sancionado en el artículo 391 N° 2 del Código Penal", dice el fallo.
La Corte Suprema, el 25 de agosto del 2015, dictó sentencia definitiva. La Sala Penal del máximo tribunal integrada por los ministros Milton Juica, Hugo Dolmestch, Carlos Künsemüller, Haroldo Brito y Lamberto Cisternas condenó el miembro en retiro del Ejército David Reyes Farías a la pena de 5 años de prisión, con el beneficio de la libertad vigilada, por su responsabilidad en el homicidio del mayor del Ejército Mario Lavanderos Astete, al interior de la Academia de Guerra del Ejército.